# Cladocoryne
Cladocoryne is een geslacht van neteldieren uit de  familie van de Asyncorynidae.

## Soorten
- Cladocoryne floccosa Rotch, 1871
- Cladocoryne haddoni Kirkpatrick, 1890
- Cladocoryne littoralis (Mammen, 1963)
- Cladocoryne minuta Watson, 2005
- Cladocoryne travancorensis (Mammen, 1963)